# Samuel Huntington (politiker)

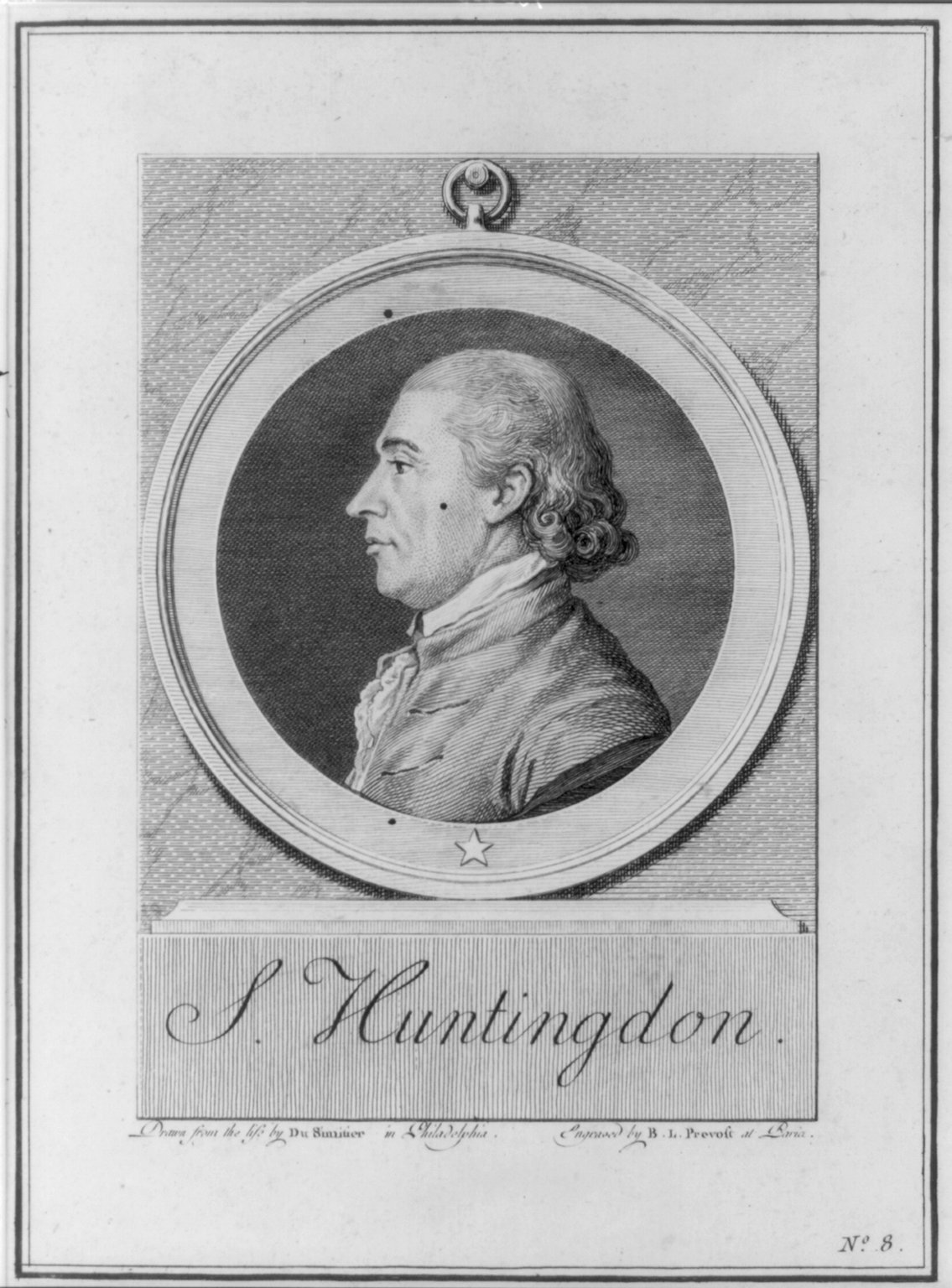
Samuel Huntington

Samuel Huntington, född 16 juli 1731, död 5 januari 1796, var en amerikansk jurist, politiker och revolutionär och guvernör i Connecticut.
I egenskap av ombud på den kontinentala kongressen var Huntington en av signatärerna till amerikanska självständighetsförklaringen. Han valdes till förste president av the United States in Congress Assembled.
Han var guvernör i Connecticut 1786-1796 och efterträddes som guvernör av Oliver Wolcott, som varit hans viceguvernör.